# 藺牟田温泉
藺牟田温泉（いむたおんせん）は、鹿児島県薩摩川内市祁答院町（旧国薩摩国）にある温泉。北薩の秘湯として知られる。古くは砂石温泉（さざらしおんせん）と呼ばれていた。

## 泉質
- 単純温泉
  - 源泉温度48 - 60℃。多量のラドンを含む。

## 温泉街
景勝地である藺牟田池から南東に約2.5km離れた川沿いに小規模な集落があり、温泉旅館数軒のほか、「下ノ湯」という共同浴場がある。また藺牟田池畔に公共宿泊施設「旧いこいの村いむた池（閉館）」がある。

## 歴史
歴史は古く約1000年前から湧出していたと伝えられる。羽に傷を負ったムササビ（鷹という説もある）が湯を浴びていたことから効能があると考えられるようになり、浴槽が設置された。このため羽晒（はざらし）温泉と名付けられ、後に転訛して砂石（さざらし）温泉となった。藺牟田池周辺が観光地として整備されるのに伴い藺牟田温泉とも呼ばれるようになった。

## アクセス
- 鉄道：九州新幹線、肥薩おれんじ鉄道、JR鹿児島本線川内駅下車、鹿児島空港行き空港連絡バス「藺牟田温泉」下車、またはタクシーで約40分、川内市内横断シャトルバス樋脇・入来コース「藺牟田温泉」下車(1日3便)[2]で約50分。
- 空路：鹿児島空港から川内行き空港連絡バスで約40分「藺牟田温泉」下車、またはタクシーで約40分。

## 付近の施設
- 世界一郷水車
- 藺牟田池
- 入来温泉
- 市比野温泉